# Condicionamiento de recompensa
En psicología, el condicionamiento de recompensa es un tipo de condicionamiento instrumental, también conocido como reforzamiento positivo o refuerzo positivo.
Es el tipo más común de condicionamiento instrumental. En él una respuesta va seguida de un estímulo apetitivo o positivo (el reforzador). Es decir, la respuesta produce un resultado deseable.
Como predice Edward Thorndike en su ley del efecto, este tipo de condicionamiento hará que la probabilidad de esa respuesta aumente.